# Mistrovství Československa jednotlivců na klasické ploché dráze 1965
Mistrovství Československa jednotlivců na klasické ploché dráze 1965 se skládalo ze 3 závodů.

## Legenda

### Body
- - 1. místo – 80 bodů
  - 2. místo – 60 bodů
  - 3. místo – 40 bodů
  - 4. místo – 30 bodů
  - 5. místo – 20 bodů
  - 6. místo – 10 bodů
  - 7. místo – 9 bodů
  - 8. místo – 8 bodů
  - 9. místo – 7 bodů
  - 10. místo – 6 bodů
  - 11. místo – 5 bodů
  - 12. místo – 4 body
  - 13. místo – 3 body
  - 14. místo – 2 body
  - 15. místo – 1 bod

## Celkové výsledky
| Pořadí | Jméno             | Klub              | Body     | Body celkem |
| ------ | ----------------- | ----------------- | -------- | ----------- |
| 1.     | Luboš Tomíček     | Rudá hvězda Praha | 40,80,60 | 180         |
| 2.     | Pavel Mareš       |                   | 80,60,40 | 180         |
| 3.     | Antonín Kasper    |                   | 60,40,80 | 180         |
| 4.     | Jaroslav Volf II  |                   | 30,30,3  | 63          |
| 5.     | Stanislav Kubíček |                   | 20,20,20 | 60          |
| 6.     | Antonín Šváb      |                   | -,10,30  | 40          |
| 7.     | Karel Průša       |                   | 8,7,10   | 25          |
| 8.     | Rudolf Havelka    |                   | 7,8,9    | 24          |
| 9.     | František Ledecký |                   | 10,5,7   | 24          |
| 10.    | Miroslav Šmíd     |                   | 6,6,8    | 20          |
| 11.    | Richard Janíček   | Rudá hvězda Praha | 9,2,2    | 13          |
| 12.    | Bohumír Bartoněk  | Rudá hvězda Praha | 0,9,4    | 13          |
| 13.    | František Richter |                   | 4,1,5    | 10          |
| 14.    | Jan Holub         |                   | 5,4,1    | 10          |
| 15.    | Miloslav Verner   |                   | 1,3,6    | 10          |
| 16.    | Antonín Novák     |                   | 3,-,-    | 3           |
| 17.    | Miloslav Špinka   |                   | 2,0,0    | 2           |
| 18.    | Jan Knedlík       |                   | -,0,-    | 0           |